# Список подсудимых Третьего московского процесса

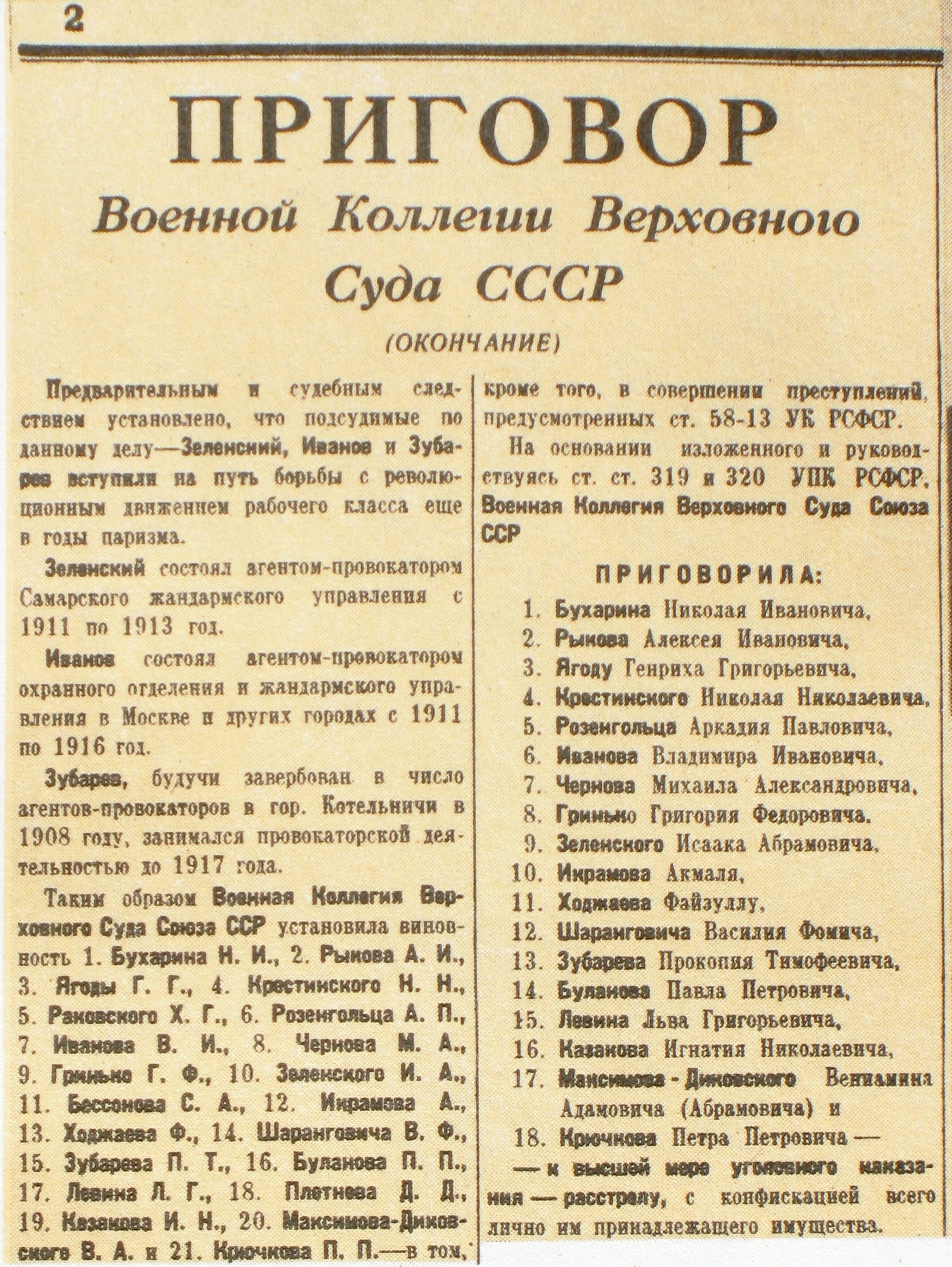
Приговор ВКВС СССР по делу «антисоветского „право-троцкистского блока“»

В списке в алфавитном порядке представлены лица, в отношении которых со 2 по 13 марта 1938 года проводились судебные разбирательства в Военной коллегии Верховного суда СССР в Москве.
Третий Московский процесс (в СССР — официально — Процесс антисоветского «право-троцкистского блока») стал последним в серии показательных политических судебных разбирательств, вошедших в историю как «Московские процессы». Большую часть подсудимых составляли бывшие советские государственные и партийные деятели, включая таких видных партийных руководителей, как Н. И. Бухарин, А. И. Рыков и Г. Г. Ягода. Всего перед судом предстал 21 человек.
Всего подсудимым были предъявлены обвинения по двум пунктам:
1. Шпионаж против Советского государства и измена Родине
2. Убийства деятелей Советского Государства С. М. Кирова, В. Р. Менжинского, В. В. Куйбышева, А. М. Горького — Заговор против Ленина в 1918 году

По итогам судебных разбирательств 18 подсудимых были приговорены к высшей мере наказания — расстрелу с конфискацией имущества. 15 марта приговор над всеми ими был приведён в исполнение на подмосковном полигоне «Коммунарка».
Оставшиеся трое подсудимых — С. А. Бессонов, Д. Д. Плетнёв и Х. Г. Раковский — к длительным срокам тюремного заключения (15, 25 и 20 лет соответственно). Впоследствии все они содержались в Орловском централе и 11 сентября 1941 года, накануне занятия Орла немецкими войсками, подверглись расстрелу в числе остальных политзаключённых в Медведевском лесу неподалёку от города.
Подсудимые, приговорённые к высшей мере наказания, в таблице выделены серым цветом, а подсудимые, приговорённые к тюремным срокам — сливочным цветом.
С момента прихода к власти Н. С. Хрущёва и начала Хрущёвской оттепели по 1988 год осуждённые Третьего Московского процесса постепенно были посмертно реабилитированы. Единственным, кому было отказано в реабилитации, стал Генрих Ягода — причиной тому стала его деятельность в годы пребывания на посту наркома внутренних дел СССР.

## Обвиняемые Третьего Московского процесса
| Имя                                  | Портрет                             | Должность / род занятий на момент ареста                                                       | Пункты обвинения | Пункты обвинения | Защита         | Приговор суда и последующая судьба | Примечание |
| Имя                                  | Портрет                             | Должность / род занятий на момент ареста                                                       | 1                | 2                | Защита         | Приговор суда и последующая судьба | Примечание |
| ------------------------------------ | ----------------------------------- | ---------------------------------------------------------------------------------------------- | ---------------- | ---------------- | -------------- | --- | ---------- |
| Сергей Алексеевич Бессонов           | (6 августа 1892 — 11 сентября 1941) | Советник полномочного представительства СССР в Германии                                        |                  |                  | Отказался      | Признан виновным в преступлениях, предусмотренных статьями 581а, 582, 587, 588, 589 и 5811 УК РСФСР. Приговорён к 15 годам тюремного заключения с поражением в политических правах на 5 лет по отбытии заключения и с конфискацией имущества как «не принимавший непосредственного участия в организации террористических и диверсионно-вредительских действий». Реабилитирован в 1966 году | [ 1 ]      |
| Павел Петрович Буланов               | (1895 — 15 марта 1938)              | Секретарь Народного комиссариата внутренних дел СССР                                           |                  |                  | Отказался      | Признан виновным в преступлениях, предусмотренных статьями 581а, 582, 587, 588, 589 и 5811 УК РСФСР. Приговорён к расстрелу с конфискацией имущества. Реабилитирован в 1956 году | [ 2 ]      |
| Николай Иванович Бухарин             | (9 октября 1888 — 15 марта 1938)    | Ответственный редактор газеты «Известия», кандидат в члены ЦК ВКП(б)                           |                  |                  | Отказался      | Признан виновным в преступлениях, предусмотренных статьями 581а, 582, 587, 588, 589 и 5811 УК РСФСР. Приговорён к расстрелу с конфискацией имущества. Реабилитирован в 1988 году | [ 3 ]      |
| Григорий Фёдорович Гринько           | (30 ноября 1890 — 15 марта 1938)    | Народный комиссар финансов СССР, кандидат в члены ЦК ВКП(б)                                    |                  |                  | Отказался      | Признан виновным в преступлениях, предусмотренных статьями 581а, 582, 587, 588, 589 и 5811 УК РСФСР. Приговорён к расстрелу с конфискацией имущества. Реабилитирован в 1959 году | [ 4 ]      |
| Исаак Абрамович Зеленский            | (22 июня 1890 — 15 марта 1938)      | Председатель правления Центросоюза                                                             |                  |                  | Отказался      | Признан виновным в преступлениях, предусмотренных статьями 581а, 582, 587, 588, 589 и 5811 и 5813 УК РСФСР. Приговорён к расстрелу с конфискацией имущества. Реабилитирован в 1959 году | [ 5 ]      |
| Прокопий Тимофеевич Зубарев          | (1886 — 15 марта 1938)              | Заместитель народного комиссара земледелия СССР                                                |                  |                  | Отказался      | Признан виновным в преступлениях, предусмотренных статьями 581а, 582, 587, 588, 589 и 5811 и 5813 УК РСФСР. Приговорён к расстрелу с конфискацией имущества. Реабилитирован в 1965 году | [ 6 ]      |
| Владимир Иванович Иванов             | (11 марта 1893 — 15 марта 1938)     | Народный комиссар лесной промышленности СССР, кандидат в члены ЦК ВКП(б)                       |                  |                  | Отказался      | Признан виновным в преступлениях, предусмотренных статьями 581а, 582, 587, 588, 589 и 5811 и 5813 УК РСФСР. Приговорён к расстрелу с конфискацией имущества. Реабилитирован в 1959 году | [ 7 ]      |
| Акмаль Икрамович Икрамов             | (1898 — 15 марта 1938)              | Первый секретарь ЦК КП(б) Узбекистана, кандидат в члены ЦК ВКП(б)                              |                  |                  | Отказался      | Признан виновным в преступлениях, предусмотренных статьями 581а, 582, 587, 588, 589 и 5811 УК РСФСР. Приговорён к расстрелу с конфискацией имущества. Реабилитирован в 1957 году | [ 8 ]      |
| Игнатий Николаевич Казаков           | (1891 — 15 марта 1938)              | Директор ГНИИ обмена веществ и эндокринных расстройств Наркомздрава СССР                       |                  |                  | Н. В. Коммодов | Признан виновным в преступлениях, предусмотренных статьями 581а, 582, 587, 588, 589 и 5811 УК РСФСР. Приговорён к расстрелу с конфискацией имущества. Реабилитирован в 1988 году | [ 9 ]      |
| Николай Николаевич Крестинский       | (25 октября 1883 — 15 марта 1938)   | Заместитель народного комиссара юстиции СССР                                                   |                  |                  | Отказался      | Признан виновным в преступлениях, предусмотренных статьями 581а, 582, 587, 588, 589 и 5811 УК РСФСР. Приговорён к расстрелу с конфискацией имущества. Реабилитирован в 1963 году | [ 10 ]     |
| Пётр Петрович Крючков                | (1889 — 15 марта 1938)              | Директор Музея А. М. Горького в Москве, бывший личный секретарь писателя                       |                  |                  | Отказался      | Признан виновным в преступлениях, предусмотренных статьями 581а, 582, 587, 588, 589 и 5811 УК РСФСР. Приговорён к расстрелу с конфискацией имущества. Реабилитирован в 1988 году | [ 11 ]     |
| Лев Григорьевич Левин                | (1870 — 15 марта 1938)              | Консультант лечебно-санитарного управления Кремля                                              |                  |                  | И. Д. Брауде   | Признан виновным в преступлениях, предусмотренных статьями 581а, 582, 587, 588, 589 и 5811 УК РСФСР. Приговорён к расстрелу с конфискацией имущества. Реабилитирован в 1988 году | [ 12 ]     |
| Вениамин Адамович Максимов-Диковский | (1900 — 15 марта 1938)              | Начальник отдела Народного комиссариата путей сообщения СССР, бывший секретарь В. В. Куйбышева |                  |                  | Отказался      | Признан виновным в преступлениях, предусмотренных статьями 581а, 582, 587, 588, 589 и 5811 УК РСФСР. Приговорён к расстрелу с конфискацией имущества. Реабилитирован в 1988 году | [ 13 ]     |
| Дмитрий Дмитриевич Плетнёв           | (1871/72 — 11 сентября 1941)        | Председатель Московского терапевтического общества, редактор журнала «Клиническая медицина»    |                  |                  | Н. В. Коммодов | Признан виновным в преступлениях, предусмотренных статьями 581а, 582, 587, 588, 589 и 5811 УК РСФСР. Приговорён к 25 годам тюремного заключения с поражением в политических правах на 5 лет по отбытии заключения и с конфискацией имущества как «не принимавший непосредственного участия в умерщвлении» Куйбышева и Горького, но «содействовавший» этому. Реабилитирован в 1985 году      | [ 14 ]     |
| Христиан Георгиевич Раковский        | (1 августа 1873 — 11 сентября 1941) | Председатель правления Всесоюзного общества Красного Креста и Красного Полумесяца              |                  |                  | Отказался      | Признан виновным в преступлениях, предусмотренных статьями 581а, 582, 587, 588, 589 и 5811 УК РСФСР. Приговорён к 20 годам тюремного заключения с поражением в политических правах на 5 лет по отбытии заключения и с конфискацией имущества как «не принимавший непосредственного участия в организации терростических и диверсионно-вредительских действий». Реабилитирован в 1988 году   | [ 15 ]     |
| Аркадий Павлович Розенгольц          | (4 ноября 1889 — 15 марта 1938)     | Начальник Управления государственных резервов при СНК СССР, кандидат в члены ЦК ВКП(б)         |                  |                  | Отказался      | Признан виновным в преступлениях, предусмотренных статьями 581а, 582, 587, 588, 589 и 5811 УК РСФСР. Приговорён к расстрелу с конфискацией имущества. Реабилитирован в 1988 году | [ 16 ]     |
| Алексей Иванович Рыков               | (25 февраля 1881 — 15 марта 1938)   | Кандидат в члены ЦК ВКП(б)                                                                     |                  |                  | Отказался      | Признан виновным в преступлениях, предусмотренных статьями 581а, 582, 587, 588, 589 и 5811 УК РСФСР. Приговорён к расстрелу с конфискацией имущества. Реабилитирован в 1988 году | [ 17 ]     |
| Файзулла Губайдуллаевич Ходжаев      | (1896 — 15 марта 1938)              | Председатель СНК Узбекской ССР, председатель ЦИК СССР                                          |                  |                  | Отказался      | Признан виновным в преступлениях, предусмотренных статьями 581а, 582, 587, 588, 589 и 5811 УК РСФСР. Приговорён к расстрелу с конфискацией имущества. Реабилитирован в 1965 году | [ 18 ]     |
| Михаил Александрович Чернов          | (20 ноября 1891 — 15 марта 1938)    | Народный комиссар земледелия СССР, член ЦК ВКП(б)                                              |                  |                  | Отказался      | Признан виновным в преступлениях, предусмотренных статьями 581а, 582, 587, 588, 589 и 5811 УК РСФСР. Приговорён к расстрелу с конфискацией имущества. Реабилитирован в 1988 году | [ 19 ]     |
| Василий Фомич Шарангович             | (4 марта 1897 — 15 марта 1938)      | Первый секретарь ЦК КП(б) Белоруссии                                                           |                  |                  | Отказался      | Признан виновным в преступлениях, предусмотренных статьями 581а, 582, 587, 588, 589 и 5811 УК РСФСР. Приговорён к расстрелу с конфискацией имущества. Реабилитирован в 1957 году | [ 20 ]     |
| Генрих Григорьевич Ягода             | (20 ноября 1891 — 15 марта 1938)    | Народный комиссар связи СССР, член ЦК ВКП(б), бывший Народный комиссар внутренних дел СССР.    |                  |                  | Отказался      | Признан виновным в преступлениях, предусмотренных статьями 581а, 582, 587, 588, 589 и 5811 УК РСФСР. Приговорён к расстрелу с конфискацией имущества. Не реабилитирован | [ 21 ]     |